# Секрет Сюзанны
«Секрет Сюзанны» (итал. Il segreto di Susanna) — оперная интермедия в одном действии Эрманно Вольфа-Феррари на либретто Энрико Голишани. Самое часто исполняемое из произведений композитора. Для постановки требуется всего один певец и одна певица. Увертюра нередко исполняется и отдельно (в концертах).
Премьера оперы в немецком переводе Макса Кальбека состоялась 4 декабря 1909 года в Мюнхенском национальном театре. Премьера оригинала на итальянском языке состоялась несколько позже — 27 ноября 1911 года в Риме.

## Роли
Действующие лица:
- Сюзанна (итал. La Contessa Susanna) — двадцатилетняя графиня (сопрано).
- Жиль (итал. Il Conte Gil) — тридцатилетний граф, муж Сюзанны (баритон).
- Санте (итал. Sante) — немой слуга (мимическая роль).

## Сюжет
Действие происходит на севере Италии, в Пьемонте начала XX века. Граф Жиль вне себя после увиденной на улице женщины, напомнившей ему жену Сюзанну, которой было приказано не покидать дом. Вскоре появляется Сюзанна, одетая в такой же костюм, что видел Жиль, и отдаёт завёрнутую коробку слуге Санте. Жиль думает, что ошибся, но он учуял запах табака. На вопросы Санте о курении, тот отрицательно кивает головой. Граф подозревает, что в дом приходил чужой мужчина.
С момента свадьбы супругов прошёл всего месяц, а Жиль уже заподозрил жену в измене. Поговорив с женой, он успокаивается, но во время прикосновения граф учуял табак на одежде Сюзанны. Сюзанна пытается объясниться, но Жиль уже не слушает жену и крушит мебель в доме, вытолкнув кричащую женщину из комнаты. Расстроенный граф сидит в кресле, а Санте собирает осколки разбитой посуды. Сюзанна вручает мужу перчатки, шляпу и зонтик, и рекомендует мужу сходить в клуб. Жиль уходит, но решает вернуться раньше обычного, желая застать жену с любовником. В короткой арии Сюзанна просит мужа о внимании — граф холодно целует её в лоб и уходит.
После ухода Жиля Сюзанна закуривает сигарету, но тот вскоре возвращается под предлогом забытого зонта. Жена едва успевает спрятать сигарету и граф чувствует ещё более сильный запах табачного дыма. Он уходит, а Сюзанна исполняет арию об удовольствии курения. Внезапно появляется Жиль, влезший в окно, и выясняет, что секретом Сюзанны была страсть к курению, а вовсе не другой мужчина. Сюзанна извиняется перед Жилем за свой секрет, а тот просит у неё прощение за ревность. Супруги вместе закуривают и поют о любви.

## Записи
| Год  | Сюзанна и Жиль                      | Дирижёр, оркестр и хор                                              | Носители                                       |
| ---- | ----------------------------------- | ------------------------------------------------------------------- | ---------------------------------------------- |
| 1952 | Эстер Орел и Марио Боррьелло        | Альфредо Симонетто, Orchestra Sinfonica di Torino                   | LP: Fonit Cetra Deutsche Grammophon 18 136 LPM |
| 1954 | Елена Рицциери и Джузеппе Вальденго | Анджело Куэста, Orchestra Sinfonica di Torino della RAI             | LP: Fonit Cetra CD: Warner Music (2003)        |
| 1976 | Мария Кьяра и Бернд Вайкль          | Ламберто Гарделли, Orchestra of the Royal Opera House Covent Garden | LP: Decca                                      |
| 1980 | Рената Скотто и Ренато Брузон       | Джон Притчерд Филармония                                            | CD и LP: CBS                                   |
| 1981 | Кимберли Свеннес и Томас Поттер     | Марк Фелпс, Bloomington Symphony Orchestra                          |                                                |
| 1984 | Маржон Лэмбрикс и Пол Вольфрум      | Петер Койшинг, Orchestra Filarmonica di Danzica                     | LP: Austria Tabak 120 823                      |
| 2005 | Джудит Ховарт и Энджел Одена        | Фридрих Хайдер, Orchestra Filarmonica di Oviedo                     | CD: Eufoda Philartis PAV 0608                  |
| 2008 | Дора Родригес и Марк Кантурри       | Василий Петренко, Royal Liverpool Philharmonic Orchestra            | CD: AVIE Records AV 2193                       |